# Шарп, Том
Том Шарп (англ. Tom Sharpe; 30 марта 1928 — 6 июня 2013) — английский писатель-сатирик.

## Биография и творчество
Родился в Лондоне 30 марта 1928 года. Окончил Пемброк-колледж в Кембридже.
В 1951 году был призван в армию, в морскую пехоту, и оказался в Южной Африке. После окончания военной службы остался в ЮАР, где занимался социальной работой и преподаванием в Натале. В 1961 году был депортирован. Пребывание в ЮАР вдохновило его на романы Riotous Assembly (1971) и Indecent Exposure (1973, в русском переводе — «Оскорбление нравственности»).
С 1963 по 1972 годы преподавал историю в Колледже искусств и технологии в Кембридже, что нашло отражение в его серии романов об Уилте — Wilt (1976, «Уилт»), The Wilt Alternative (1979, «Уилт непредсказуемый»), Wilt on High (1985, «Звёздный час Уилта»), Wilt in Nowhere (2004, «Уилт незнамо где»), The Wilt Inheritance (2010, «Наследие Уилта»).
Романы Тома Шарпа представляют собой горькую сатиру на апартеид (Riotous Assembly, Indecent Exposure («Оскорбление нравственности»)), британскую систему образования (серия об Уилте), снобизм (Ancestral Vices, Porterhouse Blue («Новый расклад в Покерхаусе»), Grantchester Grind), мир литературы (The Great Pursuit («Дальний умысел»)), политический экстремизм, политкорректность, бюрократию и глупость вообще. Том Шарп часто пародировал язык и стиль других авторов.
Книги Тома Шарпа переведены на многие языки, в том числе на русский.
С 1995 года и до самой смерти 6 июня 2013 года Том Шарп жил в небольшом городе Льяфранк, Коста-Брава.

## Экранизации
Роман Blott on the Landscape («Блотт в помощь») был экранизирован на BBC в 1985 году в виде сериала из 6 серий с — Джеральдиной Джеймс, Джорджем Коулом и Дэвидом Суше в главных ролях, автором сценария был Малькольм Брэдбери.
Малькольм Брэдбери также был автором сценария четырёхсерийного фильма по роману Porterhouse Blue («Новый расклад в Покерхаусе») с Дэвидом Джейсоном, Иэном Ричардсоном и Гриффом Райзом Джонсом в главных ролях.
Фильм «Уилт» по сценарию Эндрю Маршалла и Дэвида Ренвика с Мелом Смитом, Гриффом Райзом Джонсом, Элисон Стидмен и Дианой Квик в главных ролях был снят в 1989 году.

## Издания на русском языке
- Шарп, Том. Уилт = Wilt. — М.: ЭКСМО-пресс, 2001. — 320 с. — ISBN 5-04-006623-6.
- Шарп, Том. Уилт непредсказуемый = The Wilt Alternative. — М.: ЭКСМО-Пресс, 2001. — 288 с. — ISBN 5-04-007266-X.
- Шарп, Том. Блотт в помощь = Blott on the Landscape. — М.: Вагриус, 1995. — 400 с. — ISBN 5-7027-0093-7.
- Шарп, Том. Звездный час Уилта = Wilt on High. — М.: Новости, 1992. — 304 с. — ISBN 5-7027-0563-5.
- Шарп, Том. Флоузы = The Throwback. — М.: Новости, 1992. — 256 с. — ISBN 5-7027-0703-4.
- Шарп, Том. Оскорбление нравственности = Indecent Exposure. — М.: Новости, 1993. — 304 с. — ISBN 5-7027-0565-1.
- Шарп, Том. Новый расклад в Покер-Хаусе = Porterhouse Blue. — М.: Вагриус, 1995. — 400 с. — ISBN 5-7027-0148-8.
- Шарп, Том. Уилт непредсказуемый = The Wilt Alternative. — М.: Вагриус, 1995. — 288 с. — ISBN 5-7027-0094-5.
- Шарп, Том. Уилт = Wilt. — М.: Новости, 1992. — 304 с. — ISBN 5-7020-0703-4.